# Otto Lowenstein
Otto Lowenstein, Otto Löwenstein (ur. 7 maja 1889 w Osnabrück, zm. 25 marca 1965 w Nowym Jorku) – niemiecki i amerykański lekarz neurolog, psychiatra, neurooftalmolog, pionier pupillografii.

## Życiorys
Był środkowym z pięciorga dzieci żydowskiego kupca Juliusa Löwensteina i jego żony Henriette. Studiował matematykę i filozofię na Uniwersytecie w Getyndze, następnie medycynę na Uniwersytecie w Bonn, w 1914 roku otrzymując tytuł doktora medycyny. Podczas I wojny światowej służył w armii jako lekarz wojskowy. Po wojnie pracował w Bonn u Alexandra Westphala. W 1920 został docentem, w 1923 profesorem nadzwyczajnym bez katedry, a w 1931 profesorem nadzwyczajnym. W 1926 mianowany dyrektorem zakładu dla dzieci z zaburzeniami psychicznymi (Die Rheinische Provinzial-Kinder-Heilanstalt für seelische Abnorme). Po dojściu nazistów do władzy w 1933 roku udało mu się uciec przed Gestapo do Szwajcarii, a stamtąd, w 1939 roku, emigrował do Stanów Zjednoczonych i osiadł w Nowym Jorku. Współpracując z Irene Loewenfeld w laboratorium pupillografii New York University, a od 1947 Columbia University, kontynuował badania nad fizjologią źrenicy, podsumowane w klasycznym podręczniku wydanym przez Loewenfeld już po śmierci Lowensteina. W 1964 mianowany doktorem honoris causa Uniwersytetu w Bonn.
Wychowany w judaizmie, w 1909 przeszedł na protestantyzm. W 1922 w Garmisch ożenił się z kuzynką Martą Grunewald. Mieli dwie córki.

## Wybrane prace
- Experimentelle Hysterielehre; zugleich ein Versuch zur experimentellen Grundlegung der Begutachtung psychogener Unfallfolgen. Bonn, 1923
- Experimentelle Studien zur Symptomatologie der Simulation und ihrer Beziehungen zur Hysterie, 1924
- Der Psychische Restitutionseffekt. Das Prinzip der psychisch bedingten Wiederherstellung der ermüdeten, der erschöpften und der erkrankten Funktion. Basel: Benno Schwabe & Co, 1937